# Sân vận động Olympic (Caracas)
Sân vận động Olympic UCV (tiếng Tây Ban Nha: Estadio Olímpico de la UCV) là một sân vận động đa năng ở Caracas, Venezuela. Sân được sử dụng chủ yếu cho các trận đấu bóng đá, cũng như điền kinh và bóng bầu dục. Đây là sân nhà của Caracas F.C., Deportivo La Guaira, Metropolitanos F.C., và Universidad Central. Sân có sức chứa 23.940 chỗ ngồi.

## Lịch sử
Sân vận động được thiết kế bởi kiến trúc sư người Venezuela Carlos Raúl Villanueva. Sân được khánh thành vào năm 1951 và được cải tạo vào năm 2007. Nơi đây từng là sân nhà của Unión S.C.
Sân vận động đã tổ chức các sự kiện lớn như Copa Libertadores, Đại hội Thể thao Liên châu Mỹ 1983 và vòng loại World Cup khu vực Nam Mỹ, Merconorte Cup trước đây và các trận đấu của Cúp bóng đá Nam Mỹ.
Đã có một số đội bóng quan trọng từng thi đấu tại sân vận động này, chẳng hạn như F.C. Internazionale Milano, A.C. Milan, Real Madrid, Liên Xô, Argentina và Brasil.
Trận chung kết Cúp bóng đá Nam Mỹ 1975 giữa Peru và Colombia cũng được diễn ra tại sân vận động này.
Năm 2009, Aerosmith là người đầu tiên biểu diễn tại Sân vận động Olympic. Buổi hòa nhạc đã bị hủy bỏ do tay guitar chính Joe Perry bị nhiễm trùng đầu gối.

## Cúp bóng đá Nam Mỹ

### Cúp bóng đá Nam Mỹ 1975
Olímpico là nơi tổ chức trận chung kết play-off Cúp bóng đá Nam Mỹ 1975:
| Ngày                 | Đội #1 | Kết quả | Đội #2   | Vòng                 |
| -------------------- | ------ | ------- | -------- | -------------------- |
| 28 tháng 10 năm 1975 | Perú   | 1–0     | Colombia | Chung kết (Play-off) |

### Cúp bóng đá Nam Mỹ 2007
Sân vận động là một trong những địa điểm tổ chức Cúp bóng đá Nam Mỹ 2007. Các trận đấu sau đây được diễn ra tại sân vận động trong giải đấu nói trên:
| Ngày                | Thời gian (EDT) | Đội #1  | Kết quả | Đội #2 | Vòng          |
| ------------------- | --------------- | ------- | ------- | ------ | ------------- |
| 14 tháng 7 năm 2007 | 17:00           | Uruguay | 1–3     | México | Tranh hạng ba |